# 帕塔克森特河
帕塔克森特河（英語：Patuxent River）是美国马里兰州切萨皮克湾流域的一条河流。帕塔克森特河是马里兰州中部的三条主要河流之一，另外两条为流经华盛顿 D.C.的波托马克河和穿过巴尔的摩的帕塔普斯科河，帕塔克森特河位于两者之间。 帕塔克森特河流域面积为2,427平方千米，覆盖人口为590,769人（2000年数据），是径流全长都位于马里兰州境内的最长的河流，也是马里兰州境内流域面积最大的河流。